# Patrilinaje

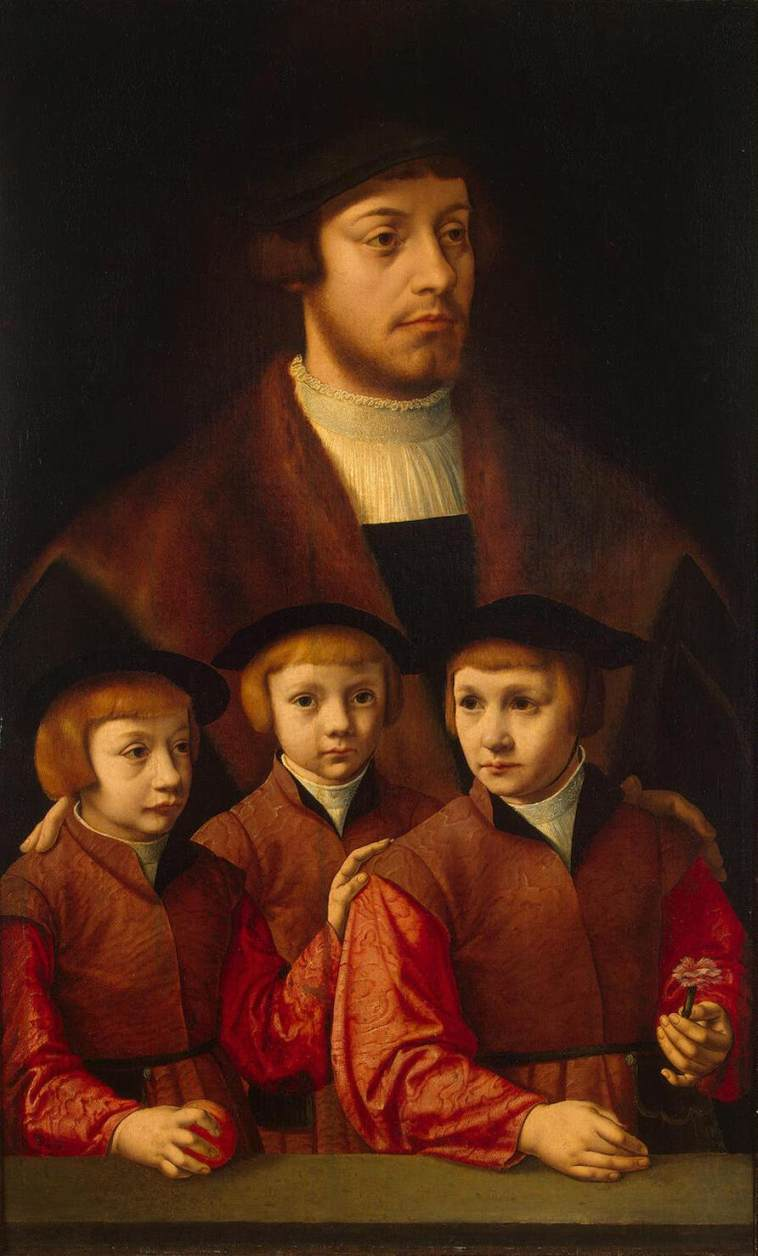
Retrato de un hombre con sus tres hijos (Bartholomäus Bruyn el Viejo, Colonia hacia 1530).

En el ámbito de la antropología y sociología, se denomina patrilinaje a aquel grupo de personas cuyos miembros poseen una filiación unilineal y son descendientes de un antepasado común por vía paterna a través de una misma línea de sangre.
La línea genealógica masculina corresponde, dentro del árbol genealógico, y generación tras generación, a la línea paterno-filial que va uniendo a cada persona con su padre. En el mundo hispanoparlante, a esta línea genealógica masculina se le denomina “varonía” pues se compone, en sentido ascendente o descendente, únicamente de varones. Usualmente se tiende a confundir el primer apellido de una persona que representa su varonía con el linaje al que pertenece, sin embargo cabe resaltar que apellido no es sinónimo de linaje. Solo un estudio genealógico detallado de la ascendencia de una persona puede determinar si le corresponde descender o pertenecer a algún determinado linaje.

## En la Biblia
En la Biblia la pertenencia a una familia y a una tribu en el  judaísmo, se deduce de la línea paterna, por pertenencia a una de las doce tribus israelitas porque su padre es Israel (Jacob). Mientras que la pertenencia a la religión en sí, proviene de la descendencia matrilineal.